# Ndome (Schild)
Das Ndome, auch Initiationsschild, ist eine zeremonielle Schutzwaffe aus Kenia.

## Beschreibung
Das Ndome ist aus Holz hergestellt. Es hat eine ovale Form und ist mit traditionellen Malereien und Schnitzereien auf der Vorderseite und der Rückseite, in einem Zickzackmuster verziert. Der Griff besteht ebenfalls aus Holz und ist mit dem Schild aus einem Stück gearbeitet. Es dient in der Ethnie der Kikuyu als zeremonieller Gegenstand bei den Initiationsriten (kikuju. Irua) der jungen Männer und wird am Oberarm getragen. Die Initiation erfolgt im Alter zwischen 15 und 18 Jahren. Während der Tänze zu den Riten halten sie den Schild über den Kopf. Durch das Tragen des Schildes erlangen sie den Status eines Erwachsenen und eines Kriegers. Während der Beschneidung wird von den Jungen erwartet, dass sie diese Operation, die ohne Anästhetikum erfolgt, ohne das geringste Zeigen von Schmerz über sich ergehen lassen. Die Initiation erfolgt immer in Gruppen (kikuyu. Mwanake). Sie werden in Altersgruppen zusammengefasst und jede dieser Gruppen erhält einen Namen (kikuyu. Rika). Die Mitglieder dieser Gruppen verhalten sich untereinander wie Brüder und ziehen auch gemeinsam in die Schlacht.

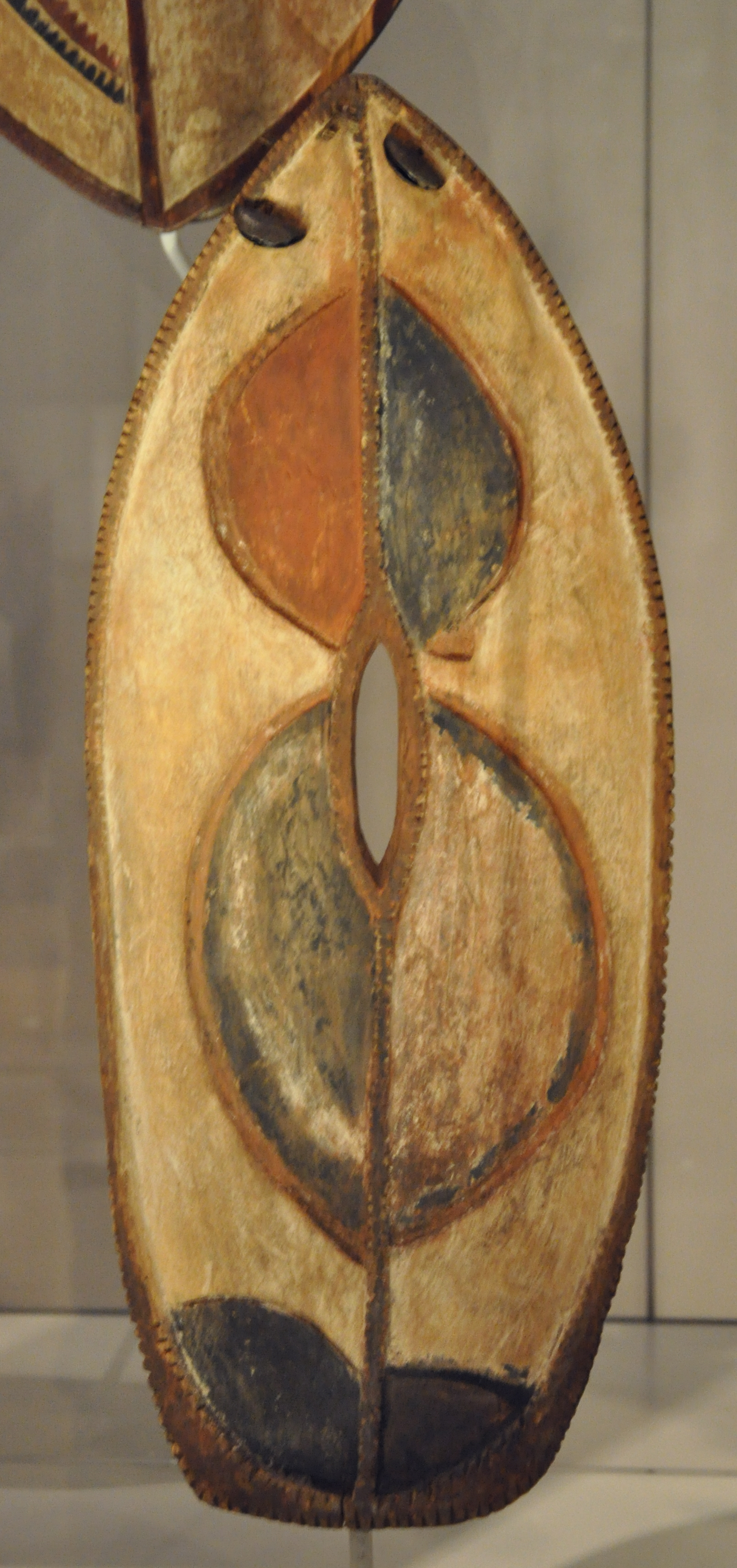
Ndome der Kikujm im British Museum, London
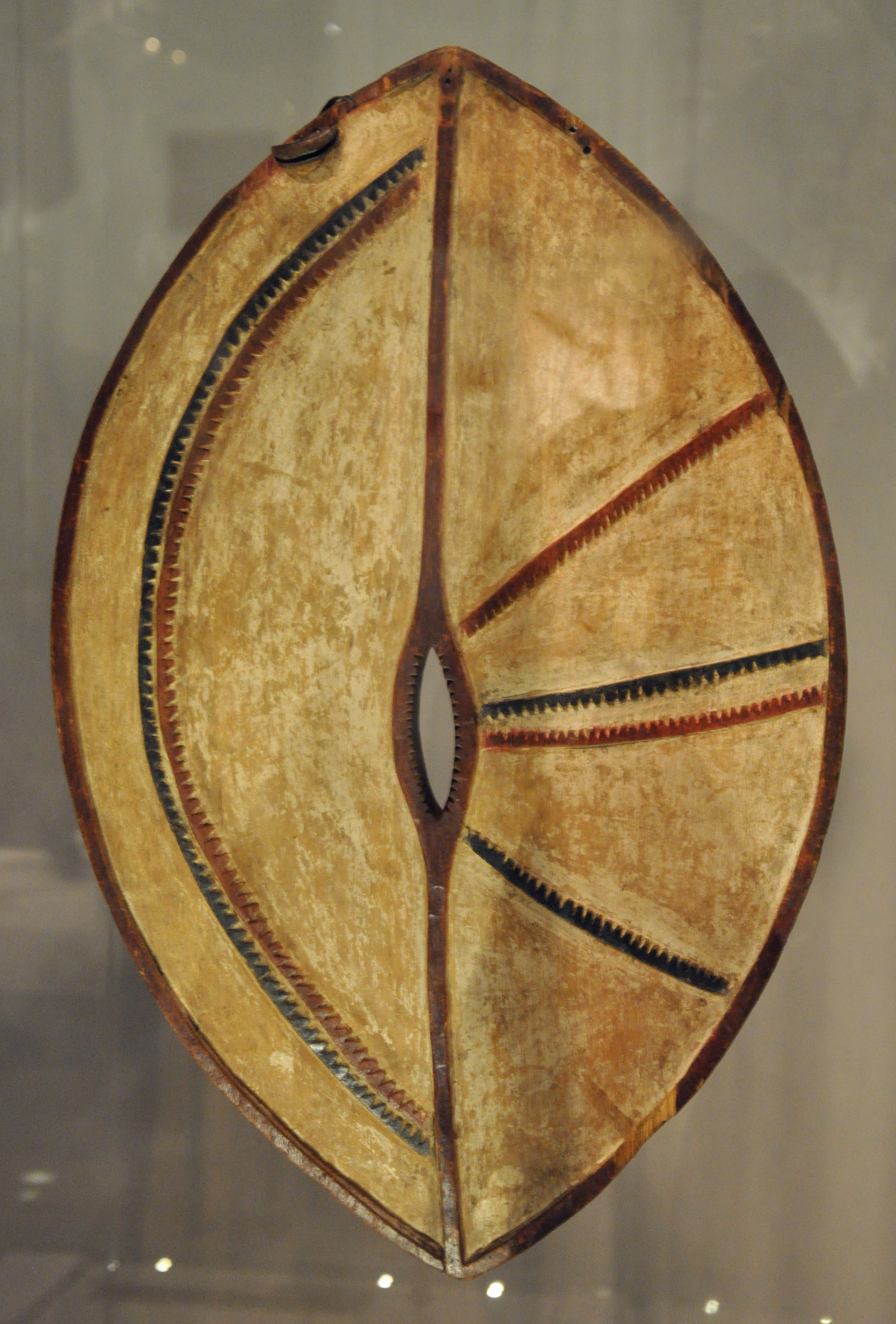
Ndome der Kikuju im British Museum, London